# Selección femenina de hockey sobre hielo de Gales
La selección femenina de hockey sobre hielo de Gales representa a Gales en las competiciones internacionales de hockey sobre hielo. Desde 2002, el equipo ha participado en cuatro amistosos.

## Récord ante otros equipos
| Equipo                | PJ | PG | PE | PP | GF | GC |
| --------------------- | -- | -- | -- | -- | -- | -- |
| Escocia               | 2  | 2  | 0  | 0  | 11 | 0  |
| Inglaterra            | 1  | 1  | 0  | 0  | 4  | 1  |
| Conferencia del Norte | 1  | 1  | 0  | 0  | 3  | 0  |
| Total                 | 4  | 4  | 0  | 0  | 17 | 1  |